# Атлон (город)
Атлон (англ. Athlone; ирл. Baile Átha Luain (Бале-Аха-Луань)) — (малый) город в Ирландии, находится на границах графств Уэстмит (провинция Ленстер и Коннахт) и Роскоммон.
Местная железнодорожная станция была открыта 3 октября 1859 года.

## География
По городу течёт река Шаннон.

## Демография
Население — 17 544 человека (по переписи 2006 года). В 2002 году население составляло 15 936 человек. При этом, население внутри городской черты (legal area) было 14 347, население пригородов (environs) — 3197.
Данные переписи 2006 года:
| Общие демографические показатели |               |                               |                               |      |      |
| Всё население                    | Всё население | Изменения населения 2002—2006 | Изменения населения 2002—2006 | 2006 | 2006 |
| 2002                             | 2006          | чел.                          | %                             | муж. | жен. |
| 15 936                           | 17 544        | 1608                          | 10,1                          | 8610 | 8934 |

В нижеприводимых таблицах сумма всех ответов (столбец «сумма»), как правило, меньше общего населения населённого пункта (столбец «2006»).
| Религия (Тема 2 — 5 : Число людей по религиям, 2006) |             |                |             |            |        |        |
| Католики, чел.                                       | Католики, % | Другая религия | Без религии | не указано | сумма  | 2006   |
| 15 344                                               | 87,5        | 1285           | 646         | 269        | 17 544 | 17 544 |

| Этно-расовый состав (Этничность. Тема 2 — 3 : Постоянное население по этническому или культурному происхождению, 2006) |            |              |       |        |        |            |        |        |
| Белые ирландцы | Лухт-шулта | Другие белые | Негры | Азиаты | Другие | Не указано | сумма  | 2006   |
| 14 333 | 160        | 1430         | 429   | 308    | 263    | 310        | 17 233 | 17 544 |
| Доля от всех отвечавших на вопрос, %                                                                                   |            |              |       |        |        |            |        |        |
| 83,2 | 0,9        | 8,3          | 2,5   | 1,8    | 1,5    | 1,8        | 100    | 98,21  |

1 — доля отвечавших на вопрос о языке от всего населения.
| Владение ирландским языком (Тема 3 — 1 : Число людей от 3 лет и старше по способности говорить по-ирландски, 2006) |        |            |        |        |
| Владеете ли Вы ирландским языком?                                                                                  |        |            |        |        |
| Да | Нет    | Не указано | сумма  | 2006   |
| 6217 | 10 075 | 455        | 16 747 | 17 544 |
| Доля от всех отвечавших на вопрос о языке, %                                                                       |        |            |        |        |
| 37,1 | 60,2   | 2,7        | 100    | 95,51  |

1 — доля отвечавших на вопрос о языке от всего населения.
| Использование ирландского языка (Тема 3 — 2 : Говорящие по-ирландски от 3 лет и старше по частоте использования ирландского языка, 2006) |                                                            |                                               |                                               |                                               |                                               |                                               |       |                                     |        |
| Как часто и где Вы говорите по-ирландски?                                                                                                |                                                            |                                               |                                               |                                               |                                               |                                               |       |                                     |        |
| ежедневно, только в образовательных учреждениях                                                                                          | ежедневно, как в образовательных учреждениях, так и вне их | в других местах (вне образовательной системы) | в других местах (вне образовательной системы) | в других местах (вне образовательной системы) | в других местах (вне образовательной системы) | в других местах (вне образовательной системы) | сумма | всего, отвечавших на вопрос о языке | 2006   |
| ежедневно, только в образовательных учреждениях                                                                                          | ежедневно, как в образовательных учреждениях, так и вне их | ежедневно                                     | каждую неделю                                 | реже                                          | никогда                                       | не указано                                    | сумма | всего, отвечавших на вопрос о языке | 2006   |
| 1504 | 83                                                         | 134                                           | 334                                           | 2365                                          | 1694                                          | 103                                           | 6217  | 16 747                              | 17 544 |
| Доля от всех отвечавших на вопрос о языке, %                                                                                             |                                                            |                                               |                                               |                                               |                                               |                                               |       |                                     |        |
| 9,0 | 0,5                                                        | 0,8                                           | 2,0                                           | 14,1                                          | 10,1                                          | 0,6                                           | 37,1  | 100                                 |        |

| Типы частных жилищ (Тема 6 — 1(a) : Число частных домовладений по типу размещения, 2006) |          |         |                 |            |       |        |
| Отдельный дом                                                                            | Квартира | Комната | Переносные дома | не указано | сумма | 2006   |
| 5444                                                                                     | 718      | 38      | 55              | 207        | 6462  | 17 544 |

## Культура и религия

### Православие
Русская православная община (РПЦ МП) получила в пользование храм Святого Богоявления, в котором 13 марта 2011 года была отслужена первая Божественная Литургия.

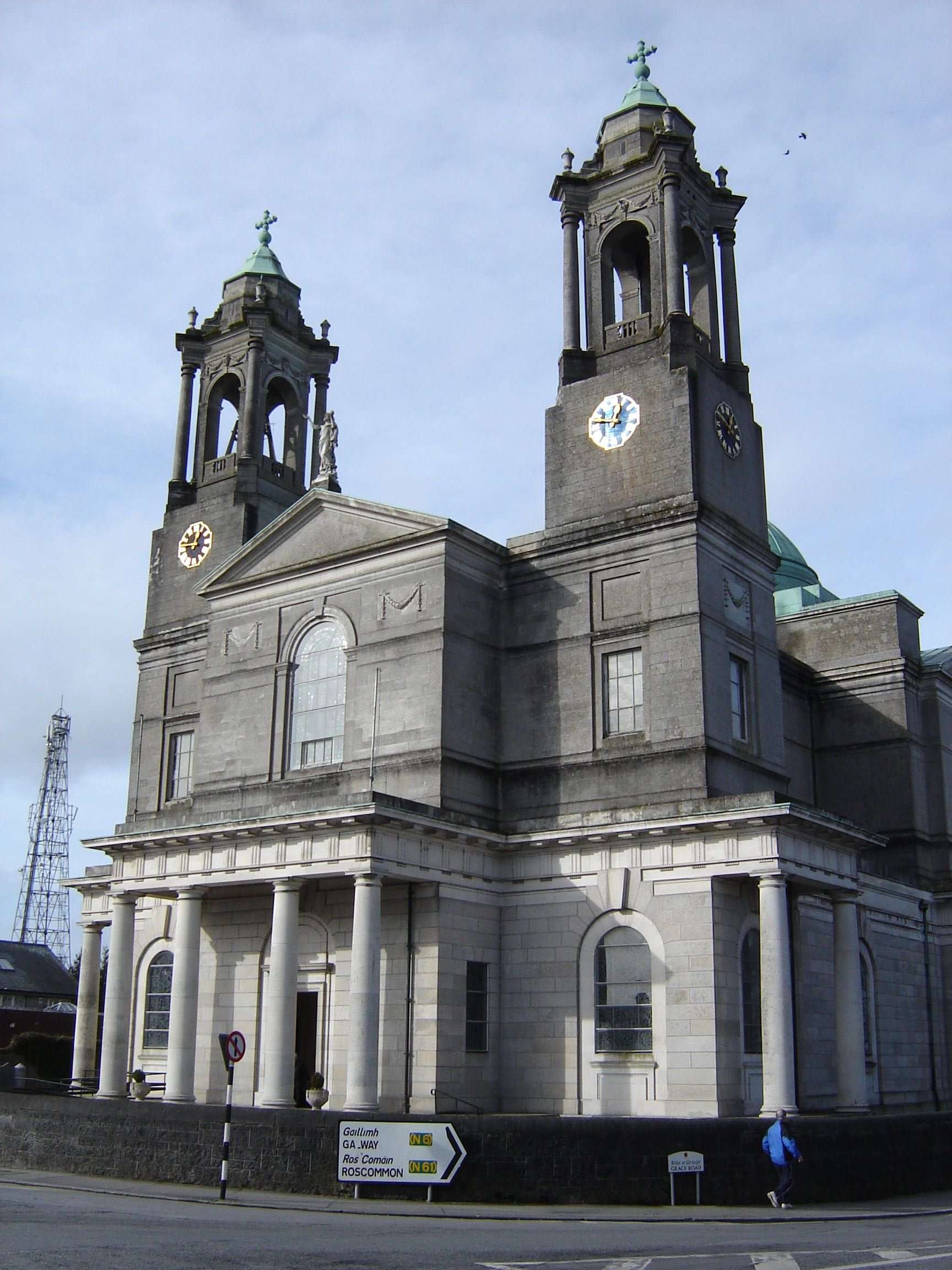
Церковь Петра и Павла

## Спорт
В городе базируется регбийная команда «Бакканирс».